# Kurzschnabel-Nektarjala

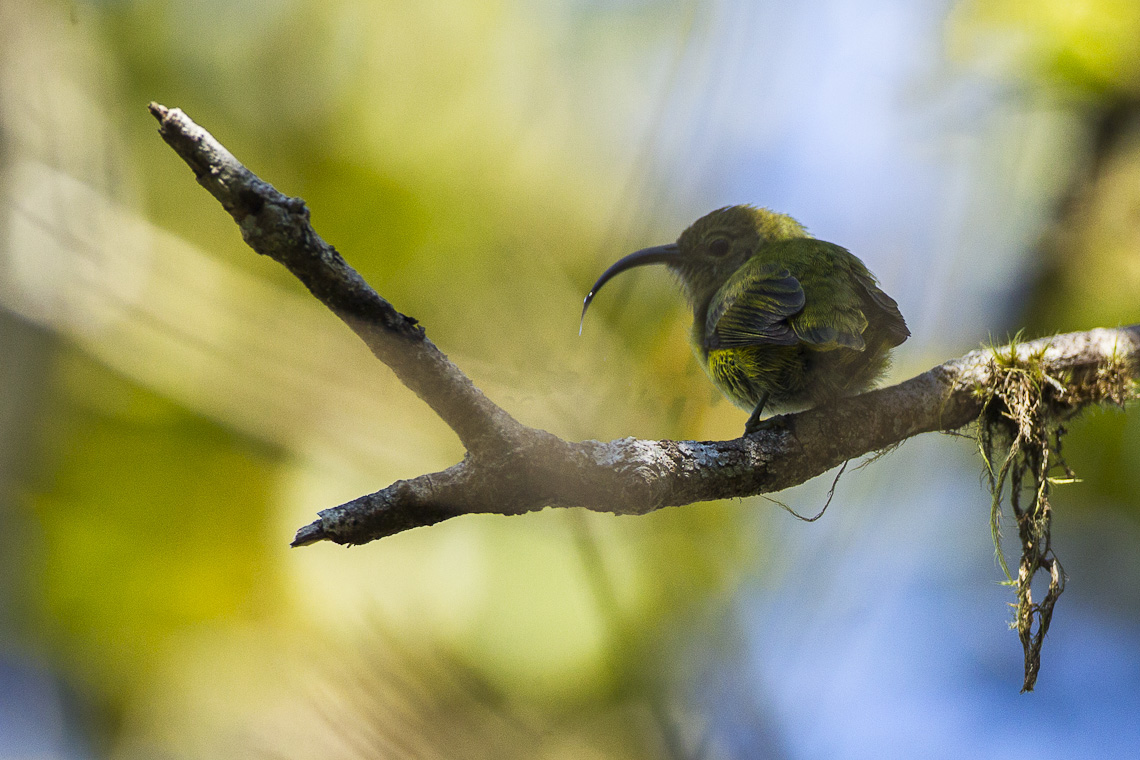
Kurzschnabel-Nektarjala, Weibchen im Nationalpark Ranomafana

Der Kurzschnabel-Nektarjala (Neodrepanis hypoxantha) ist ein endemisch auf Madagaskar vorkommender Vogel aus der Familie der Lappenpittas (Philepittidae).

## Merkmale
Die sehr kleinen Kurzschnabel-Nektarjalas erreichen eine Körperlänge von 9,0 bis 10,0 Zentimetern. Die Steuerfedern sind sehr kurz. Der Schnabel ist lang und gebogen und damit zur Aufnahme von Nektar aus Blüten sehr gut geeignet. Zwischen den Geschlechtern besteht bezüglich der Gefiederfärbung zeitweise ein deutlicher Sexualdimorphismus. Lediglich die Männchen präsentieren während der Balz- und Brutzeit ein farbenprächtiges Gefieder (Prachtkleid). Sie haben dann einen schwarz gefärbten Kopf. Um die Augen herum befindet sich ein Hautlappen, der innen grün ist und eine blaue Umrandung zeigt. Kehle, Brust, Bauch und Flanken sind leuchtend gelb, das restliche Gefieder ist blaugrau gefärbt. Während der übrigen Zeitabschnitte tragen sie ein Schlichtkleid, bei dem das Kopfgefieder sowie das Rückengefieder und die Flügel olivgrün gefärbt sind. Eine sehr ähnliche Zeichnung zeigt auch das Weibchen ganzjährig.

## Ähnliche Arten
Der Langschnabel-Nektarjala (Neodrepanis coruscans) hat einen etwas längeren Schnabel. Die Flügel der Männchen zeigen im Prachtkleid kräftige blaue Tönungen; der Augenhautlappen ist hellblau und ohne grüne Farbelemente. Im Schlichtkleid und bei den Weibchen herrschen im Gefieder der Oberseite dunkle Olivtönungen vor.

## Verbreitung und Lebensraum
Das Verbreitungsgebiet des Kurzschnabel-Nektarjalas erstreckt sich entlang der gesamten Ostseite Madagaskars. Bevorzugt besiedelt er Regenwälder sowie Bereiche mit Strauchvegetation in höheren Lagen. Er wurde selbst in 2650 Meter Höhe noch nachgewiesen.

## Lebensweise
Die Vögel ernähren sich in erster Linie von Nektar, beispielsweise dem Blütennektar von Bakerella-, Springkraut- (Impatiens) Hedychium- Schwarzmundgewächs- (Melastomataceae) und Rötegewächsarten (Rubiaceae). Gelegentlich werden auch Insekten als Nahrung angenommen. Zuweilen sind Kurzschnabel-Nektarjalas in gemischten Vogelschwärmen zu beobachten. Die Hauptbrutsaison fällt in die Monate November bis Januar. Das Nest wird vom Weibchen aus trockenen Blättern und Moos gefertigt und mit einer kleinen Überdachung über dem Eingang in zwei bis drei Metern Höhe über dem Erdboden im Blattwerk angelegt und mit zwei Eiern bestückt. Details zum Brutverhalten liegen nicht vor.

## Gefährdung
Der Kurzschnabel-Nektarjala kommt in den Nationalparks und den angrenzenden Gebieten im Osten Madagaskars lückenhaft vor. Deshalb ist ein signifikanter genetischer Austausch zwischen den Populationen nicht ausreichend sichergestellt. Auch durch Urbarmachung bisheriger Lebensräume und durch unkontrollierte Waldbrände ist die Art bedroht. Sie wird demzufolge von der Weltnaturschutzorganisation IUCN als  „vulnerable = gefährdet“ klassifiziert.